# Садовое (Нежинский район)
Садовое (укр. Садове) — село в Нежинском районе Черниговской области Украины. Население 123 человека. Занимает площадь 0,051 км².
Код КОАТУУ: 7423388102. Почтовый индекс: 16673. Телефонный код: +380 4631.

## Власть
Орган местного самоуправления — Сальненский сельский совет. Почтовый адрес: 16673, Черниговская обл., Нежинский р-н, с. Сальное, ул. Октябрьская, 15.